# Rá-Tim-Bum
Rá-Tim-Bum (pronunciación en portugués: /ʁa.tʃĩˈbũ/) fue un programa de televisión infantil brasileño producido por TV Cultura y Servicios sociales industriales (Serviço Social da Indústria, o SESI en portugués). El programa se estrenó en TV Cultura el 5 de febrero de 1990, reemplazando a Catavento, y dejó de producirse en 1994. A partir de 2015, se transmite únicamente en el canal de televisión Rá-Tim-Bum.

## Producción
Fue creado por Flávio de Souza y Fernando Meirelles con el fin de educar a niños en edad preescolar, y se extendió a 192 episodios.
El nombre del programa y la banda sonora fueron escritos por Edu Lobo e inspirados en la última línea de la canción brasileña de feliz cumpleaños Parabéns pra Você. El éxito de Rá-Tim-Bum dio lugar a los siguientes programas de televisión para niños Castillo Rá-Tim-Bum e Ilha Rá-Tim-Bum, y un canal de televisión de pago, TV Rá-Tim-Bum.

## Premios
El programa recibió una medalla de oro en el Festival Internacional de Cine y Televisión de Nueva York en 1990.
En 1991 y 1993, ganó el premio APCA al Mejor Programa Infantil.